# Kaft Chahvār
Kaft Chahvār (persiska: کفت چهوار) är en ort i Iran.   Den ligger i provinsen Khuzestan, i den centrala delen av landet, 400 km söder om huvudstaden Teheran. Kaft Chahvār ligger 909 meter över havet och antalet invånare är 254.
Terrängen runt Kaft Chahvār är huvudsakligen kuperad, men österut är den bergig.Runt Kaft Chahvār är det ganska tätbefolkat, med 56 invånare per kvadratkilometer. Närmaste större samhälle är Khong Ezhdehā, 14,5 km sydost om Kaft Chahvār. Omgivningarna runt Kaft Chahvār är i huvudsak ett öppet busklandskap.